# Pseudotorymus sapphyrinus
Pseudotorymus sapphyrinus är en stekelart som först beskrevs av Etienne Laurent Joseph Hippolyte Boyer de Fonscolombe 1832.  Pseudotorymus sapphyrinus ingår i släktet Pseudotorymus och familjen gallglanssteklar. Arten är reproducerande i Sverige. Inga underarter finns listade i Catalogue of Life.